# 越南拟须唇蛇
越南拟须唇蛇（学名：Parafimbrios vietnamensis），一种于越南西北部萊州省生胡县冰皱林社黄河村附近发现的爬行动物，隶属于闪皮蛇科拟须唇蛇属。